# 拉夫里夫卡 (文尼察區)
49°20′46″N 28°27′42″E / 49.34611°N 28.46167°E
拉夫里夫卡（烏克蘭語：Лаврівка），是烏克蘭的村落，位於該國西南部文尼察州，由文尼察區負責管轄，始建於1691年，面積0.86平方公里，海拔高度246米，2001年人口862，人口密度每平方公里998.84人。